# Dipsacus sativus
Dipsacus sativus là một loài thực vật có hoa trong họ Kim ngân. Loài này được (L.) Honck. mô tả khoa học đầu tiên năm 1782.

## Hình ảnh

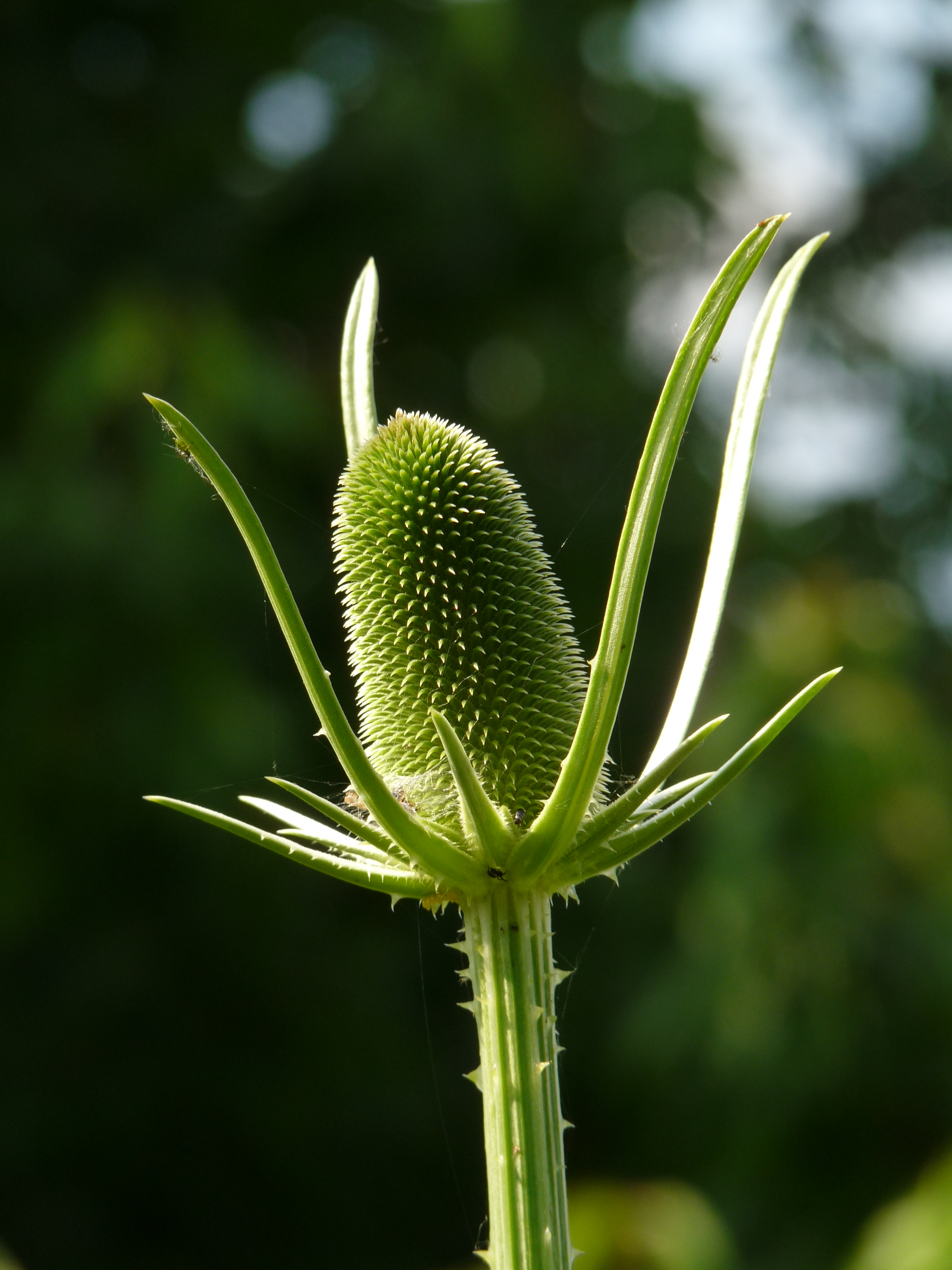
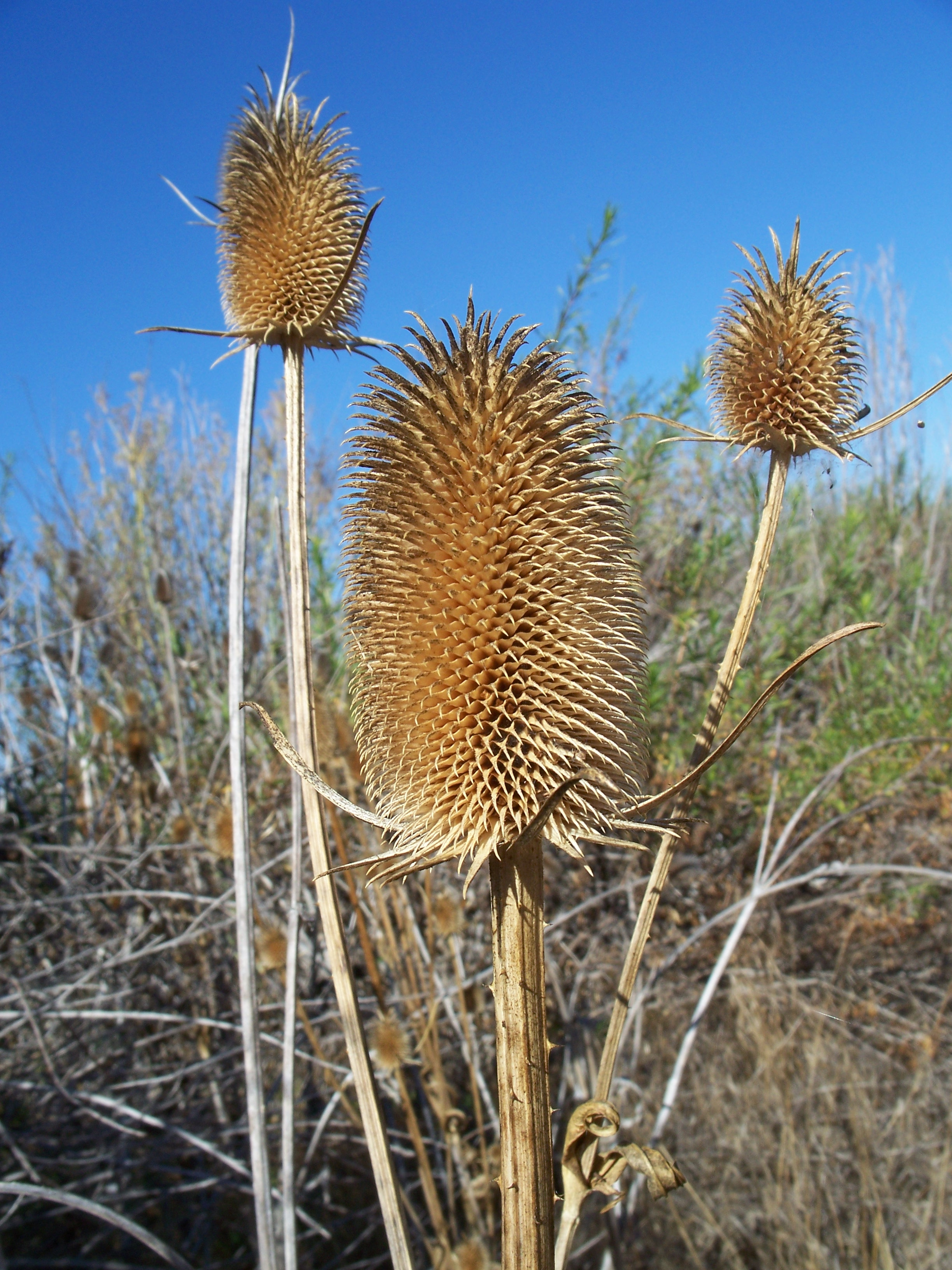
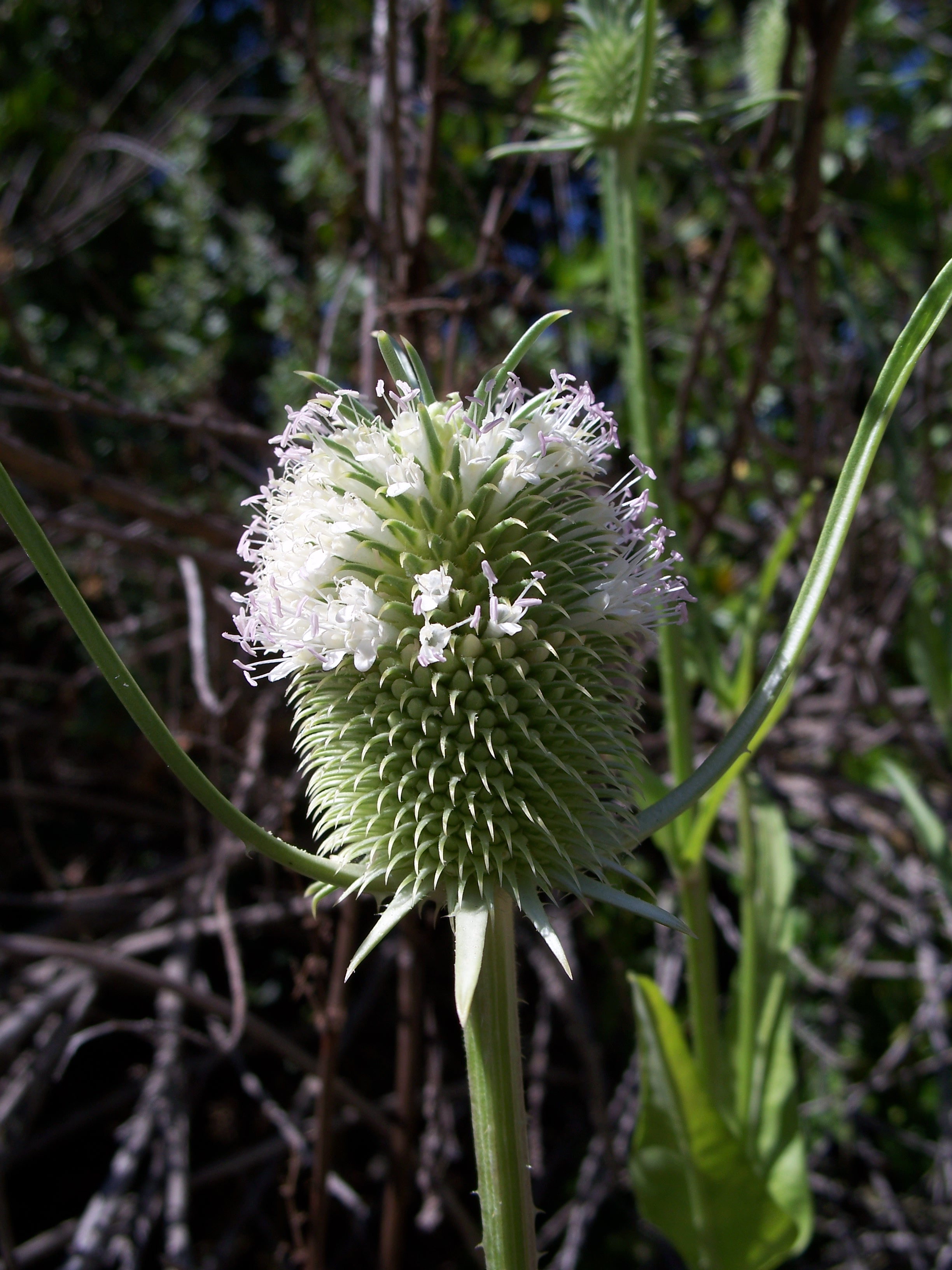
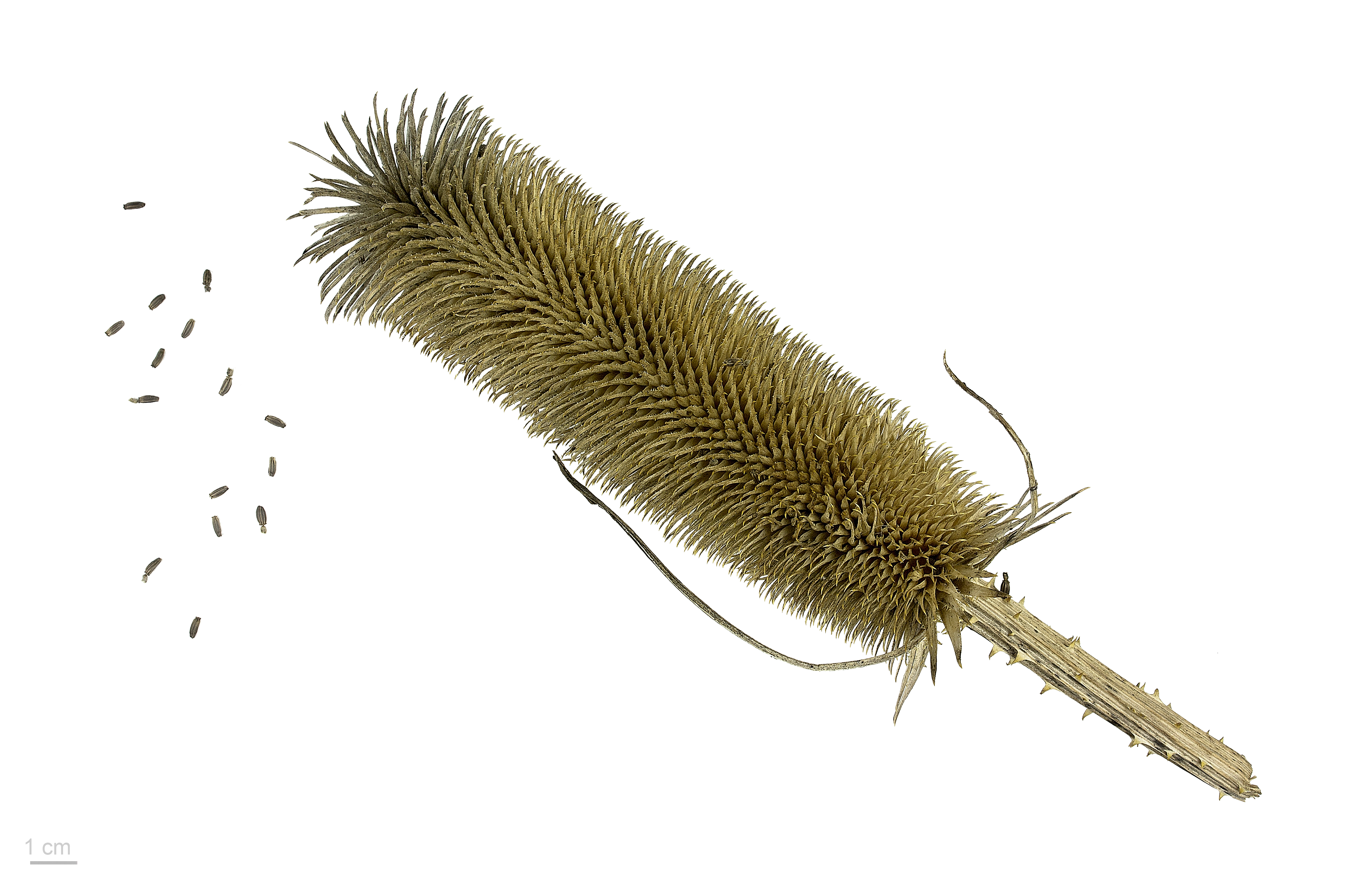
Museum specimen